# یوتا سایتا
یوتا سایتا (ژاپنی: 西袋 裕太؛ زادهٔ ۶ سپتامبر ۱۹۹۴) یک بازیکن فوتبال اهل ژاپن است.
از باشگاه‌هایی که در آن بازی کرده‌است می‌توان به باشگاه فوتبال اوراوا رد دیاموندز اشاره کرد.